# Невада (Сърбия)
Вижте пояснителната страница за други значения на Невада.
Невада (на сръбски: Невада или Nevada) е село в Сърбия, Топлишки окръг, община Куршумлия. Според Националната статистическа служба на Република Сърбия през 2011 г. селото има 22 жители.

## Демография
Броят на населението в годините 1948 – 2011 е както следва: